# Байгеево
Байге́ево (чув. Старак) — деревня в Цивильском муниципальном округе Чувашской Республики России.

## Название
Русское название деревни произошло от личного имени Байге́й. Происхождение чувашского названия неясно.

### Прежние названия
Кошки-Байгеево, Кошки-Багеева.

## География
Деревня расположена в 10 км от районного центра — города Цивильск, в 43 км от столицы республики — города Чебоксары и в 17 км — от железнодорожной станции.

Расположена на правобережье реки Цивиль.

### Административно-территориальное деление

Изба XIX века с резными наличниками в деревне Байгеево

С конца XVI века до XVIII века — в составе Кошкинской волости Цивильского уезда, в XIX веке до 14 июля 1926 года — в составе Воскресенской волости Чебоксарского уезда, позднее, до 1 октября 1927 года в Акулевской волости Чебоксарского уезда, С 1 октября 1927 года — в составе Цивильского района. 

Сельские советы: с 1 октября 1927 года — Байгеевский, с 1 октября 1928 года — Тюнзырский:125.
В 2004–2022 годах входила в состав Таушкасинского сельского поселения.

## История
Деревня упоминается с XVI века.

В 1593/94 г. ясачные чуваши Кошкинской волости (она состояла из дд. Кошки-Чурашево, Кошки-Байгеево, Кошки-Акнесево, Булдеево, Куликеево, Тинговатово) Цивильского уезда Тинбай и Кизылбай Янышевы «с товарыщи» переселились из-под Цивильска на р. Карлу (в документе — р. Хирле) в дикое поле, получив здесь на ясак землю, и основали д. Тинбаево, получившую название от имени Тинбая Янышева. Она была расположена на месте современного русского селения Тимбаево…— Чувашия в эпоху феодализма, 1986
С 8 января 1867 года функционировала земская школа, с 1889 года — школа грамоты. С 1883 года работало питейное заведение.

В 1930 году образован колхоз «Чувашский ЦИК». 
 По состоянию на 1 мая 1981 года деревня Байгеево Тюнзырского сельского совета — в составе совхоза «Коммунар»:103.

## Население

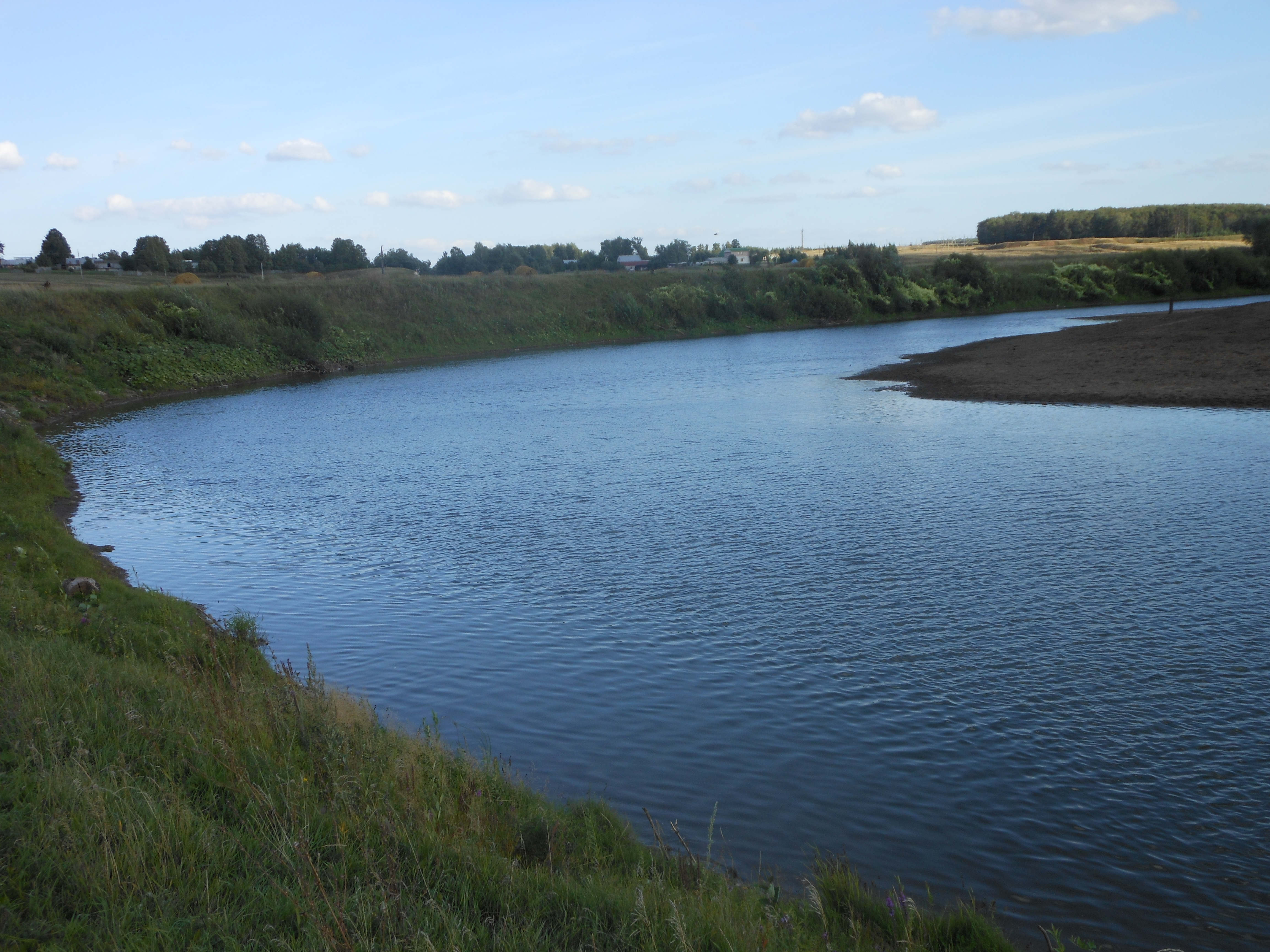
Деревня Байгеево стоит на правом берегу реки Цивиль в 20 км от его впадения в Волгу

Жители — до 1724 года ясачные, до 1866 года государственные крестьяне; занимались земледелием, животноводством, валяльным производством.
Число дворов и жителей: 

в 1719 году — 64 двора, 287 мужчин;

в 1747 году — 268 мужчин; 

в 1781—1782 гг. согласно «Ведомости о наместничестве Казанском» в деревне Кошки-Багеева при ключе числилось 213 крещёных чуваш;

в 1795 году (с двумя выселками) — 62 двора, 206 мужчин, 242 женщины;

в 1859 году — 122 двора, 343 мужчины, 411 женщин; 

в 1897 году — 329 мужчин, 349 женщин; 

в 1926 году — 164 двора, 355 мужчин, 421 женщина; 

в 1939 году — 326 мужчин, 434 женщины; 

в 1979 году — 181 мужчина, 248 женщин; 

в 1999 году — 130 дворов, 268 человек;

в 2002 году — 116 дворов, 234 чел.: 114 мужчин, 120 женщин; 

в 2010 году — 95 частных домохозяйств, 238 чел.: 116 мужчин, 122 женщины
По данным Всероссийской переписи населения 2002 года в деревне проживали 234 человека, преобладающая национальность — чуваши (98%).
| 2010 | 2012 |
| ---- | ---- |
| 238  | ↘236 |

## Экономика
Функционирует СХПК «Коммунар» (по состоянию на 2010 год).

## Социальная инфраструктура
Имеются клуб, библиотека, магазин, ФАП (с 2013 года).
Улицы: Братьев Афонских (в честь Ильи, Анатолия и Валерьяна Афонских, уроженцев деревни, погибших на фронтах Великой Отечественной войны), Верхняя, Луговая, Новая, Средняя, Учительская.

### Культура и религия

Часовня с купелью в деревне Байгеево, фото 2022 года

Согласно архивным сведениям (по состоянию на 1899 год) жители деревни являлись прихожанами Введенской церкви села Кошки (ныне — Первое Чурашево Мариинско-Посадского района). 

В начале 2000-х годов на роднике Чурашка рядом с деревней была построена деревянная часовня. Родник и часовня освящены в честь Иверской иконы Божией Матери.

## Памятники и памятные места
- Обелиск воинам, погибшим в Великой Отечественной войне (ул. Средняя)[15]
- Мемориальная доска в честь Германа Терентьевича Прокопьева, полного кавалера Ордена Славы, уроженца деревни.
- Памятное природное место «Родник „Чурашка“» (на западной окраине деревни, между ул. Новая и ул. Братьев Афонских, в 15 метрах от русла р. Шумжар — притока Цивиля)[16][17][18].

## Уроженцы Байгеева
- Мартынов Григорий Алексеевич (1902—1987) — советский хозяйственный, государственный и политический деятель.
- Прокопьев Герман Терентьевич (1922—1999) — участник Великой Отечественной войны, полный кавалер ордена Славы.